# Lubecki (1911)
Lubecki – ostatni bocznokołowy holownik pływający po Wiśle. Eksploatowany był pod wieloma nazwami od 1911 do 1969.

## Historia
Zbudowany w stoczni braci Nobel w Petersburgu w 1911 dla gdańskiej firmy Naphta Industrie Gesellschaft m.b.H., Gebrüder Nobel, która uzyskała koncesję rządu niemieckiego na transport nafty Wisłą do Gdańska. Przetransportowany w częściach do Włocławka i tam zmontowany w 1912 i zwodowany pod nazwą Poljak/Поляк. W związku z przeznaczeniem, silnik o mocy 250KM napędzany był naftą. Wraz z bliźniaczymi holownikami Mazur i Madjar pływał na trasie Warszawa-Gdańsk holując barki. W 1915 po zajęciu Warszawy przez wojska niemieckie został zarekwirowany i przydzielony do Chef des Feldeienbahnwesenes Schiffahrtsgruppe Ost, Warschau jako Zimsen. W listopadzie 1918 na mocy dekretu o nacjonalizacji środków transportu przejęty przez Sekcję Dróg Wodnych w Ministerstwie Komunikacji, a następnie przez Sekcję Eksploatacji Dróg Wodnych przy Ministerstwie Robót Publicznych. W 1919 armatorem statku została Polska Żegluga Państwowa, a nazwę zmieniono na Lubecki. Pływał z Warszawy do Nieszawy holując barki z towarami żywnościowymi. Po wybuchu wojny polsko-bolszewickiej, w sierpniu 1920 zdobyty przez wojska bolszewickie. Uszkodzony po ostrzale przez oddział ppor. Jacynicza, który uniemożliwił wykorzystanie holownika do przeprawy przez Wisłę. 26 sierpnia, po odparciu bolszewików, odholowany do Modlina w celu przeprowadzenia remontu.
W 1921 Emanuel i Ludwig Nobel odzyskali statek, który ponownie zaczął pływać do Gdańska z bunkierkami o ładowności 245 ton nafty. W 1935 został odkupiony przez Lloyd Bydgoski S.A.
8 września 1939 statek wcielono do Oddziału Wydzielonego Wisła. Załoga zatopiła go 10 września. Następnie został wyremontowany w Bydgoszczy, zarekwirowany przez Kommissärische Verwalter der Haupttreuhandstelle Ost für die Binneschiffahrt des Weichselstromgebietes i przekazany do użytkowania firmie Bromberger Schleppschiffahrt A.G jako Karl Blumwe.
Po zakończeniu II wojny światowej statek przejęty został przez Komisarza ds. Żeglugi Śródlądowej w Bydgoszczy. W latach 1946–48 ponownie był w użytkowaniu Lloyd Bydgoski S.A. Po likwidacji firmy statek przejęła Państwowa Żegluga na Wiśle w Warszawie, a w 1949 Państwowa Żegluga Śródlądowa we Wrocławiu Ekspozytura w Bydgoszczy. Od 1951 pozostawał w dyspozycji Przedsiębiorstwa Państwowego Żeglugi na Wiśle Ekspozytura w Bydgoszczy jako Warmia. Od lipca 1954 w ekspozyturze w Warszawie, a od 1956 w Przedsiębiorstwie Państwowym Warszawska Żegluga na Wiśle. W 1958 przeszedł remont kapitalny i wymianę silnika. Wycofany został z eksploatacji w 1969, po czym stacjonował w Porcie Praskim w Warszawie, a od 1972 w Wierzbicy na Zalewie Zegrzyńskim. W 1977 statek ustawiono na lądzie bez silnika.

## Odbudowa
W 2005 zakupiony został przez firmę Hydrobudowa Włocławek i 29 października 2009 przekazany w formie darowizny miastu Warszawa, które planuje jego odbudowę i wykorzystanie jako statku wycieczkowego do żeglugi po Wiśle. W 2012 podpisano umowę w ramach partnerstwa publiczno-prywatnego z Żeglugą Wrocławską. Po przebudowie statku na potrzeby 250 pasażerów i 15 latach eksploatacji armator przejmie statek. Silnik statku znajduje się w stołecznym Narodowym Muzeum Techniki. Kadłub statku jest remontowany we wrocławskiej stoczni Malbo. Pierwotnie planowano, że statek zacznie pływać po warszawskim odcinku Wisły w 2013 roku, jednak nastąpiło opóźnienie i w październiku 2017 poinformowano, że statek trafi do Warszawy w 2018.
Wyremontowaną jednostkę ponownie zwodowano 5 grudnia 2017.

## Zmiany konstrukcyjne[7]
| Rok  | Rejestr                                     | Długość całkowita | Długość | Szerokość | Szerokość całkowita | Wysokość burt | Wysokość całkowita | Zanurzenie | Nośność | Moc silnika |
| ---- | ------------------------------------------- | ----------------- | ------- | --------- | ------------------- | ------------- | ------------------ | ---------- | ------- | ----------- |
| 1923 |                                             | 47m               |         |           |                     |               |                    | 0,70m      |         |             |
| 1936 |                                             | 49,92m            |         | 6,20m     |                     |               |                    | 0,72m      |         |             |
| 1941 | Bromberger Schleppschiffahrt A.G., Bromberg | 48m               | 45m     | 5,25m     | 12,15m              | 1,30m         | 5,00m              | 0,70m      | 74,532t | 200KM       |
| 1947 | Państwowy Zarząd Wodny w Bydgoszczy         | 48m               | 45m     | 6,43m     | 12,15m              | 1,75m         | 5,00m              | 0,64m      |         |             |
| 1954 | Rejon Dróg Wodnych w Warszawie              | 49,88m            |         | 6,00m     | 12,21m              | 1,30m         | 5,00m              | 0,66/1,00m | 98,248t |             |
| 1960 | Polski Rejestr Statków                      | 49,88m            |         |           | 12,21m              | 1,30m         |                    | 0,64/1,00m | 74t     |             |